# ایوان هلینکا
ایوان هلینکا (انگلیسی: Ivan Hlinka; ۲۶ ژانویهٔ ۱۹۵۰ – ۱۶ اوت ۲۰۰۴) بازیکن هاکی روی یخ اهل چکسلواکی بود.
از باشگاه‌هایی که در آن بازی کرده‌است می‌توان به ونکوور کناکز اشاره کرد.